# Allmänna Svenska Elektriska Aktiebolaget
Allmänna Svenska Elektriska Aktiebolaget (vertaald: "Algemeen Zweeds Elektriciteitsbedrijf", ook wel bekend als ASEA) was een Zweeds bedrijf dat in 1988 fuseerde met Brown, Boveri & Cie tot ABB. ASEA bestaat alleen nog als holding met een 50% eigendom in de ABB Group.

## Geschiedenis

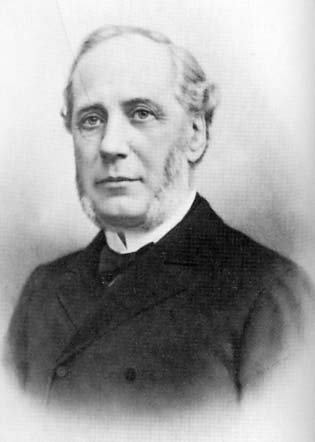
Ludvig Fredholm

ASEA is in 1883 in Stockholm opgericht door Ludvig Fredholm. Het bedrijf maakte toen benodigdheden voor elektrisch licht, waaronder generatoren. Na een fusie met Wenströms & Granströms Elektriska Kraftbolag werd de naam veranderd in Allmänna Svenska Elektriska Aktiebolaget.
- 1889: Jonas Wenström maakt drie fasen generatoren, motoren en transformatoren.
- 1933: Het bedrijf verwijdert de swastika uit zijn logo, in verband met de associatie van dit symbool met Nazi-Duitsland.
- 1953: ASEA creëert de eerste industriële diamanten.
- 1960-1969 ASEA bouwt negen van de twaalf kerncentrales van Zweden.
- 1974: ASEA introduceert 's werelds eerste volledig elektrische en microprocessorgestuurde industriële robot, de ASEA IRB.
- 1978: Overname Junga Verkstäder, witgoedfabrikant. Ook veranderde de naam van dat merk naar ASEA Cylinda.
- 1988: Fusie met BBC tot ABB, ASEA Cylinda's huishoudelijke apparaten tak overgenomen door de Finse meubelfabrikant ASKO, naam omgedoopt naar ASKO ASEA.

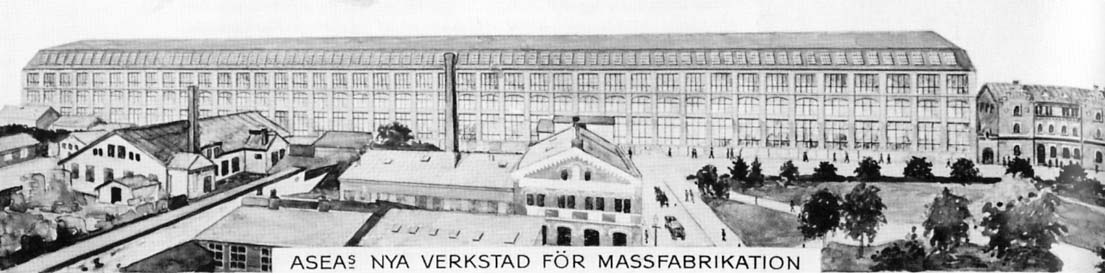
Aseafabriek, ca. 1915